# Firth, Nebraska
Firth är en ort (village) i Lancaster County i Nebraska. Vid 2010 års folkräkning hade Firth 590 invånare.